# Kwassi Bruce

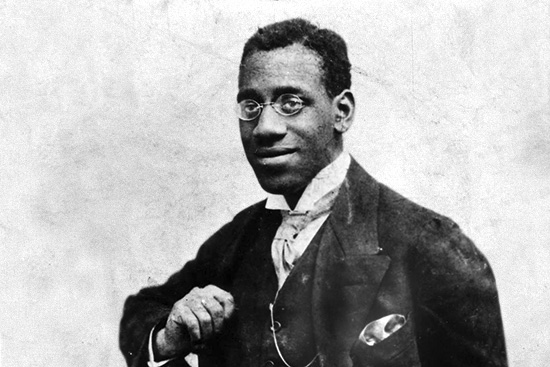
Kwassi Bruce, Foto von ca. 1925

Kwassi Bruce (* 11. Mai 1893 in Anecho (Togo); † 11. Januar 1964 in Paris) war ein bekannter Jazzpianist. Von 1936 bis 1937 leitete er die Deutsche Afrika-Schau.

## Leben

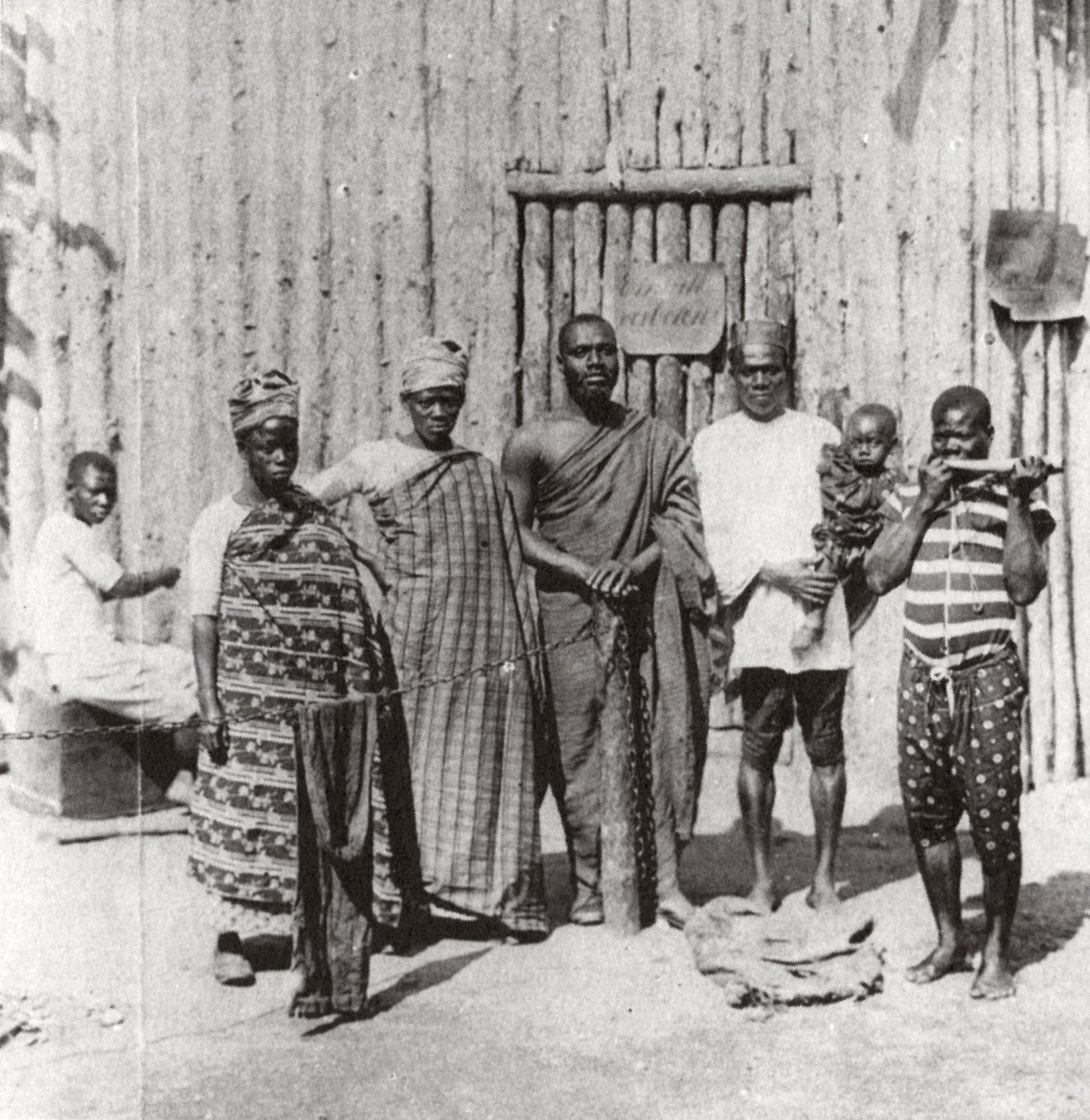
Dreijähriger Kwassi Bruce (2. v.r.), sein Vater Nayo Bruce (Mitte) mit zwei seiner Ehefrauen und weiteren Mitgliedern der Truppe aus Togo während der Berliner Kolonialausstellung im Sommer 1896

Kwassi Bruce wurde 1893 in Anecho in der damals deutschen Kolonie Togo als Sohn des späteren Völkerschau-Impresarios John Calvert Nayo Bruce und dessen Frau Ohui Creppy geboren. J. C. Nayo Bruce, Sohn des Königs Amuzu Djaglidjagli Bruce, lebte in Polygynie und war mehrfach verheiratet. Insgesamt lassen sich nach den Recherchen von Rea Brändle bis zum Lebensende von Nayo Bruce mindestens elf Ehefrauen nachweisen. Kwassi Bruce hatte demnach über 30 Geschwister.
J. C. Nayo Bruce organisierte seit 1895 von Togo aus das „Togo-Dorf“ der zwischen Mai und Oktober 1896 stattfindenden Berliner Kolonialausstellung. 26 togolesische Männer und Frauen reisten im Frühjahr 1896 nach Berlin – als einziges Kind auch der dreijähriger Sohn Kwassi, der wenige Tage vor Beginn der Kolonialausstellung seinen dritten Geburtstag feierte. Nach Ende der Kolonialausstellung gaben ihn seine Eltern, die ihren Kindern eine „europäische Erziehung“ ermöglichen wollten, bei Bruno und Marie Antelmann, den Inhabern des Deutschen Kolonialhauses in Berlin, in Pflege.
Er wurde dort evangelisch getauft und konnte erst das Gymnasium besuchen, anschließend das 
Klindworth-Scharwenka-Konservatorium, wo er zum Pianisten ausgebildet wurde. Er spielte „Chansons, Mazurka, spanische Volkslieder, Blues, Soul und Jazz und dazwischen immer wieder kurze Passagen aus Werken von Franz Liszt und Richard Wagner, Klassisches von Bach und Beethoven, seinem Lieblingskomponisten“.

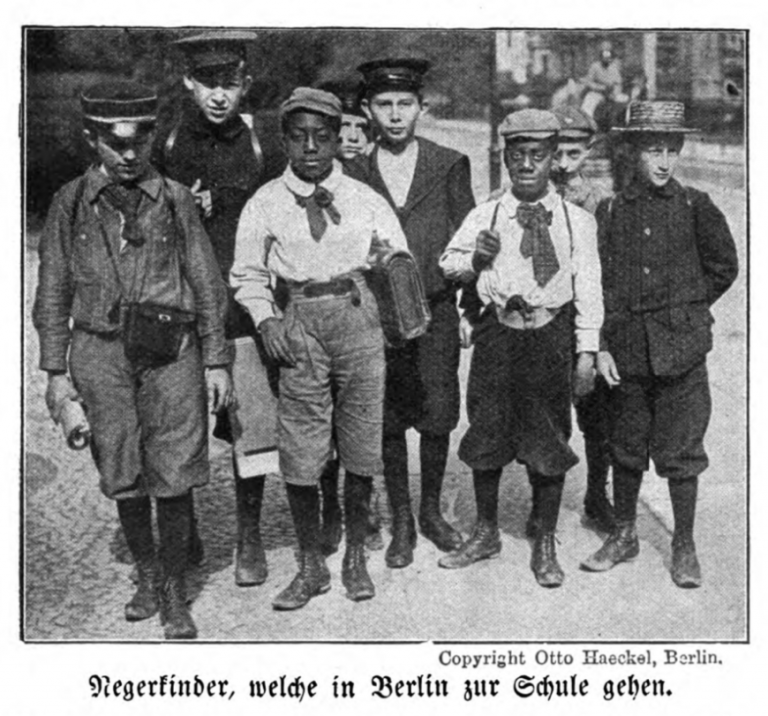
Kwassi Bruce (erste Reihe, 2. v.r.) 1905 als Schulkind, Foto von Otto Haeckel

1913 reiste Kwassi Bruce nach Togo, um dort seine leibliche Mutter kennenzulernen, konnte aber nach Beginn des Ersten Weltkriegs nicht zurückreisen und meldete sich  als Freiwilliger zu den deutschen Schutztruppen. Nach seiner Kriegsgefangenschaft 1916 und einem mehrjährigen Aufenthalt in Spanien kehrte er 1920 nach Berlin zurück und verdiente seinen Unterhalt als Bandleader einer Jazzband. 1926 wurde er als „Reichsdeutscher“ eingebürgert, erhielt 1927 eine Entschädigung von 200 Mark, weil er sich 1914 in Togo freiwillig gemeldet hatte, und durfte sich deshalb auch als Askari bezeichnen.
Weil die Auftrittsmöglichkeiten für schwarze Musiker im Nationalsozialismus stark beschränkt wurden, wandte sich Kwassi Bruce im August 1934 in einem zehnseitigen Protestschreiben an das Auswärtige Amt. Darin heißt es unter anderem:

„Ich bin eingebürgerter Reichsdeutscher (mein Paß ist mir bisher nicht abgenommen). Bei der Machtübernahme seitens der nationalen Regierung spielte ich mit meiner Kapelle und als Leiter derselben in einem guten Berliner Weinrestaurant. Ich war in ungekündigtem Verhältnis. Im März des vergangenen Jahres eröffnete mir der Besitzer des Geschäftes, daß er bedauere, mich mit meinem Orchester nicht weiter beschäftigen zu können, da wir Farbige seien. Am 1. April mußte ich aufhören und bemühte mich, ein neues Engagement zu finden. Vergebens.  […] 
Wir Afrikaner sind uns nicht bewußt, der weißen Rasse überhaupt und dem Reich im besonderen wissentlich je Schaden zugefügt zu haben. Wir sind nie als Eroberer nach Europa gekommen und haben nie den Versuch gemacht, Europa zu bekriegen oder auszubeuten. Europa kam nach Afrika!  […]  Tausende von Afrikanern wurden als Sklaven nach Amerika geschleppt. Tausende dieser Ärmsten starben auf dem Weg dorthin. Europa trug seine Unrast in unseren Kontinent und nahm uns unseren inneren Frieden. Wir wurden gezwungen, Jahrhunderte kultureller Entwicklung zu überspringen, denn der weiße Mann paßte sich nicht uns, sonders wir paßten uns ihm an. […] 
Es kam die nationale Erhebung. Seitdem wissen und fühlen wir ganz genau, daß man uns hier einfach nicht mehr will. Die Juden sollen heraus, die Neger nach ihrem Heimatkontinent zurück. Gut – wir wollen gehen! Nur kann man uns beim besten Willen nicht die gleichen Vorwürfe wie den Juden machen! Wir Afrikaner aus den früheren deutschen Kolonien haben uns nie mit der innerdeutschen Politik beschäftigt noch versucht, den Krieg noch die Inflation zum Anlaß genommen, uns zum Schaden des Reiches unrechte Gewinne daraus zu verschaffen! […]  Der schwarze Mensch aus den ehemals deutschen Schutzgebieten tritt heute gläubig vor das deutsche Volk und bittet das deutsche Völk nicht um Gnade – sondern um Gerechtigkeit und erinnert noch einmal, daß in der Stunde der Gefahr der ärmste deiner Söhne dein getreuester war. Darum vergiß es nur nicht, Deutschland!“

Beim Leiter der Kolonialabteilung im Auswärtigen Amt Edmund Brückner stieß dieses Schreiben aus kolonialrevisionistischen Gründen auf Zustimmung. Weil das Auswärtige Amt die Ausweisung von Menschen aus den ehemaligen Kolonien noch ablehnte, genehmigte es 1936 den Antrag von Kwassi Bruce, Adolf Hillerkus und Heinrich Gosslau, eine Völkerschau-Tournee durchzuführen, die neben einem Unterhaltungsprogramm auch kolonialpolitische Propaganda verbreiten sollte. Gezeigt wurden Gesänge und Tänze sowie ein „Eingeborenendorf“, in dem Souvenirs verkauft wurden. Die Deutsche Afrika-Schau erfüllte außerdem den Zweck, den teilnehmenden Personen das wirtschaftliche Überleben zu ermöglichen. Die Schau wurde 1940 verboten. Kwassi Bruce hatte sie bereits 1937 verlassen  und hielt sich während des Zweiten Weltkriegs zunächst im Exil in Lagos in Nigeria auf, wurde dort aufgrund seines deutschen Passes verhaftet und ins unter französischer Mandatsträgerschaft stehende Togo ausgeliefert.
Kwassi Bruce kehrte nach dem Krieg nach Deutschland zurück und lebte zuerst in Baden-Baden, anschließend in Berlin, wo er in der Pinguin-Bar mit verschiedenen Musikern aus der afrikanischen Diaspora auftrat. 1951 emigrierte er mit seiner Frau nach Paris, wo er seine erfolgreiche Karriere als Jazzmusiker fortsetzte. Er trat dort unter anderem mit der Sängerin Jenny Alpha auf. Kwassi Bruce starb am 11. Januar 1964.